# Ramón Xirau
Ramón Xirau Subías (Barcelona, 20 de enero de 1924-Ciudad de México, 26 de julio de 2017) fue un poeta y filósofo español, hijo del también filósofo y profesor exiliado Joaquín Xirau Palau.

## Biografía
Fue el único hijo del matrimonio entre Joaquín Xirau y Pilar Subías. Creció en el bilingüismo familiar aprendiendo catalán y castellano. Sus primeros estudios los cursó en uno de los colegios fundados en Barcelona siguiendo los métodos de María Montessori. De aquellos días dejó escrito que "el mundo que conoció de niño, de bellos colores, de números precisos, exactos, y de geometrías perfectas" fue un terrible contraste con la guerra civil española que después le tocaría vivir.
En 1938, durante la guerra, sus padres permanecieron en Barcelona, pero a Ramón lo enviaron a vivir a Marsella, en donde estuvo alojado en una casa "con gran cantidad de libros y una ventana por donde podía ver el mar", mientras asistía al Liceo Périer, donde aprendió francés. En febrero de 1939, en el último capítulo de la guerra civil, recibió de sus padres el mensaje de que habían logrado huir a Francia y le pedían que se reuniera con ellos en París, para abordar desde Cherburgo un barco que los llevaría a Nueva York y de allí, en autobús hasta México. Ramón, de solo 15 años, hizo el viaje en tren de Marsella a París. Después se enteraría de que la huida de sus padres de España la habían efectuado «junto con Antonio Machado y su mamá, y otras personas, en una ambulancia que les fue proporcionada por José Puche Álvarez».
Ramón Xirau llegó a México, al puerto de Veracruz, en el buque Sinaia el 13 de junio de 1939, pocos meses antes de que en Europa los ejércitos nazis invadieran Polonia y con ello se iniciara oficialmente la Segunda Guerra Mundial. Se estableció junto con sus padres en Ciudad de México, en un pequeño departamento de la Colonia San Rafael, por el cruce de las calles de Gómez Farías y de Sadi Carnot, desde donde frecuentemente caminarían juntos, su padre y él, a la Facultad de Filosofía y Letras, en el edificio de "Mascarones", donde su padre impartía cátedra.

Revelaré, no creo que sea un secreto, lo que me hizo de veras mexicano. Vi a una persona, hablé con ella, le conté interminablemente historias temibles de la guerra vivida, de aquella guerra tal vez incivil; y me escuchaba. La conocí cuando ella hablaba con mi padre. Era Ana María Icaza, mi futura esposa. Mi padre me dijo que era pintora. Lo era. Pintaba muy bien.

En 1949, se casó con Ana María Icaza (1922-2022). Tuvieron un hijo —Joaquín Xirau Icaza (1950-1976)—, también poeta y escritor, que murió en Boston mientras estudiaba una maestría en la universidad de Harvard.
Desde los años 1970 y hasta su muerte en 2017, los Xirau Icaza vivieron en una casa atestada de libros escritos en catalán, francés, inglés y español, en San Ángel, en la Ciudad de México.

## Estudios y labor académica
En Francia, durante los años de la guerra civil española, estudió en el Liceo Michel-Montaigne de París (1937-38) y en el Liceo Perier de Marsella (1938-39).
Después, ya residiendo en México, estudió en el Liceo Franco Mexicano (1940-1941) y después en la Facultad de Filosofía y Letras (1942-1946), en el edificio de "Mascarones" que se encontraba en Santa María la Ribera, en donde su padre daba clases. Escribió su tesis sobre el método y la metafísica en Descartes y se tituló en 1946, apenas unos meses después de que su padre muriera en un trágico accidente. Obtuvo la nacionalidad mexicana en 1955.
Obtuvo la maestría y más tarde el doctorado en filosofía, en la Universidad Nacional Autónoma de México (UNAM).
Fue profesor en el Liceo Franco Mexicano y en la Universidad de las Américas; posteriormente, fue maestro en la Facultad de Filosofía y Letras e investigador del Instituto de Investigaciones Filosóficas, en la UNAM. Siguiendo la tradición establecida por su padre, le gustaba recibir a un grupo íntimo de alumnos en su estudio, abarrotado de libros, en su casa de San Ángel.
Fue investigador emérito de la UNAM y miembro del Sistema Nacional de Investigadores. También miembro de El Colegio Nacional desde el 5 de noviembre de 1973; y del Consejo Consultivo de Ciencias de la Presidencia de la República desde su fundación en 1994.
Ramón Xirau también fue miembro de la Academia Mexicana de la Lengua.

## Filosofía
Xirau abordó diversos temas en su filosofía, como el significado del silencio,y del tiempo, el sentido de la presencia y del tiempo vivido, la relación entre el mito y la poesía. Sin embargo, buena parte de su obra se dedicó a explorar la relación de la filosofía y la poesía. La tesis central de Xirau en el campo de la filosofía de la poesía fue la idea de que la poesía es una forma de conocimiento: «la poesía como conocimiento», es el lema de uno de sus libros más importantes, Poesía y conocimiento (1978). Xirau argumentaba que la poesía constituye una forma privilegiada de conocimiento del mundo. La poesía nos da acceso a ciertos aspectos de la realidad, y en ocasiones nos puede llevar a trascenderla. Tanto la creación de poesía por parte del poeta, como su recreación por parte del lector formarían parte de un proceso de descubrimiento o de revelación del mundo, de un proceso de conocimiento de la realidad. Es a través de la combinación del lenguaje conceptual, imaginativo y emotivo de la poesía que esta puede desvelar verdades. Algunos de sus ensayos críticos sobre poetas y poesía iberoamericanos han sido recogidos en Entre la poesía y el conocimiento (2001).

## Premios y reconocimientos
Por su obra poética en catalán, así como por su labor ensayística y académica en francés, en inglés y en español, obtuvo premios y distinciones relevantes como:
- 1964: Caballero de las Artes y de las Letras otorgado por el gobierno de Francia.
- 1965: Ordre national du Mérite, otorgada por el gobierno de Francia.
- 1975: Ordre des Palmes Académiques en grado de comandante, otorgada por el gobierno de Francia.
- 1979: Caballero gran cruz de la Orden de Isabel la Católica, otorgada por el gobierno de España.[8]
- 1980: Premio Elías Sourasky otorgado por el Fondo de Fomento Educativo.
- 1988: Premio Internacional Alfonso Reyes, otorgado por la Consejo Nacional para la Cultura y las Artes, el Instituto Nacional de Bellas Artes, la Sociedad Alfonsina Internacional, el gobierno del estado de Nuevo León, Siglo XXI Editores y Ediciones Castillo.
- 1990: Legión de Honor por el gobierno de Francia.
- 1990: Premio Mazatlán de Literatura con Antología.
- 1993: Académico de número de la Academia Mexicana de la Lengua, elegido el 26 de agosto de 1993, ocupa la silla XIII desde el 25 de octubre de 1994.
- 1995: Premio Nacional de Ciencias y Artes (México) otorgado por el gobierno federal de México.[9]
- 1997: Cruz de San Jorge otorgada por la Generalidad de Cataluña.
- 2006: Gran cruz de la Orden del Mérito Civil otorgada por el Rey de España.
- 2009: Medalla de oro de Bellas Artes otorgada por el Instituto Nacional de Bellas Artes de México.[10]
- 2009: IX Premio Internacional Octavio Paz de Poesía y Ensayo, compartido con Ida Vitale.[11]
- 2010: Medalla de Alonso de la Veracruz, otorgada por la Asociación Filosófica de México en 2010.[12]
- 2013: Homenaje en el Senado de la República[13]

### Honoris causa
Le fue otorgado el doctorado honoris causa por:
- Universidad de las Américas (México)
- Universidad Autónoma de Barcelona (1984)
- Universidad Nacional Autónoma de México (UNAM) (2010)[14]

## Obras destacadas
- 1947: Duración y existencia
- 1953: Sentido de presencia
- 1954: El péndulo y la espiral
- 1955: Tres poetas de la soledad: Villaurrutia, Gorostiza y Paz
- 1964: Palabra y silencio
- 1964: Mito y poesía
- 1964: Introducción a la historia de la filosofía
- 1968: The nature of man (en colaboración con Erich Fromm)
- 1970: Ciudades
- 1970: Octavio Paz, el sentido de la palabra
- 1974: De ideas y no ideas
- 1979: Poesía y conocimiento
- 1980: Entre ídolos y dioses / Tres ensayos sobre Hegel
- 1983: Ars Brevis, epígrafes y comentarios
- 1985: El tiempo vivido
- 1986: Cuatro filósofos y lo sagrado
- 1995: Memorial de Mascarones y otros ensayos
- 1997: Genio y figura de Sor Juana Inés de la Cruz

## Premios "Joaquín Xirau Icaza"
En 2013, el Fondo Xirau Icaza instauró dos Premios, uno en Poesía y otro en Economía, a la memoria de su hijo Joaquín para ser administrado por El Colegio de México.

### Premio de Poesía
- El primero de estos premios le fue entregado el 20 de marzo de 2013 a Paula Abramo.[16]
- El segundo le fue entregado el 5 de junio de 2014 a Ricardo Cázares.

### Premio de Economía
- El primero de estos premios le fue entregado el 21 de noviembre de 2013 a la doctora Gioia de Melo.[17]